# Интегрирано ниво на сигурност
Интегрираното ниво на сигурност (Safety Integrity Level (SIL)) е дефинирано като относителното ниво на редукцията (намаляването) на риска от аварийни повреди на технологично оборудване, осигурено чрез система за сигурност (безопасност). SIL се използва също за дефиниране на желаното ниво на редукцията на риска. С други думи SIL е измерване на изпълнението на изискванията за безопасност към технологичното оборудване (Safety Instrumented Function (SIF)).
Изискванията към даден SIL не са еднакви в отделните стандарти за безопасност. В актуалните европейски стандарти за безопасност са дефинирани четири нива на безопасност. Най-висока е надеждността на ниво 4, а най-ниска – на ниво 1.